# Montegrosso Pian Latte
Montegrosso Pian Latte – miejscowość i gmina we Włoszech, w regionie Liguria, w prowincji Imperia.
Według danych na rok 2004 gminę zamieszkiwało 140 osób, 14 os./km².